# Herbert Lawford
Herbert Fortescue Lawford (15. maj 1851 i Bayswater – 20. april 1925 i Dess, Skotland) var en britisk tennisspiller, som vandt herresingletitlen i Wimbledon i 1887, og som nåede finalen yderligere fem gange. I 1887-finalen besejrede han Ernest Renshaw i fem sæt: 1–6, 6–3, 3–6, 6–4, 6–4. Han tabte finalerne i 1880, 1884-86 og 1888. 
Lawford anses for at være den første spiller, der anvendte "topspin" i tennis. Han blev optaget i International Tennis Hall of Fame i 2006.